# Draco blanfordii
Draco blanfordii är en ödleart som beskrevs av Boulenger 1885. Draco blanfordii ingår i släktet flygdrakar, och familjen agamer.
Arten förekommer i Sydostasien från Bangladesh till Vietnam och norra Malackahalvön. Honor lägger ägg.

## Underarter
Arten delas in i följande underarter:
- D. b. indochinensis
- D. b. blanfordii